# Engolpión

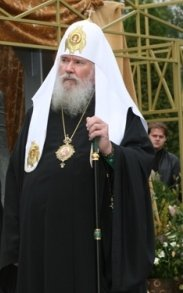
El patriarca Alejo II de Moscú con un engolpion (panagia)

Un engolpión (también engolpion, enkolpion; griego : ἐγκόλπιον, enkólpion, "en el pecho"; plural: ἐγκόλπια, enkólpia) es un medallón con un icono engastado en el centro que usan los obispos ortodoxos y católicos orientales. El icono puede estar rodeado por adornos fabricados en pasta o piedras preciosas. Se lleva suspendido del cuello mediante una larga cadena de oro, a veces formada por intrincados eslabones. Una parte de la cadena a menudo se unirá con un pequeño anillo detrás del cuello para que cuelgue por la espalda. Las engolpias tienen muchas formas diferentes, incluidas ovaladas, rombos, cuadradas o águilas bicéfalas. En el período bizantino era una cruz pectoral.

## Historia
Algunos engolpiones son huecos, pudiendo usarse como relicario, y su origen podría estar en los medallones eucarísticos que los monjes empleaban para poder comunicarse cuando viajaban, siendo estos fabricados en materiales más comunes como la madera. Como los obispos viajan con frecuencia, naturalmente habrían tenido tales relicarios eucarísticos hechos y adornados con materiales mucho más preciosos que los de los monjes comunes. Los engolpiones podían tener diversas formas: ovaladas, redondas, de cuatro esquinas y de diversos materiales, desde oro hasta vidrio. Por esta razón, su uso se hizo popular también entre los nobles.
En 1571 se encontraron en tumbas del antiguo cementerio vaticano dos engolpiones de oro de forma cuadrada, grabadas en un lado con el monograma de Cristo entre el Alfa y la Omega, y en el otro con una paloma.

En el año 1544 se encontraron en la tumba de Maria, esposa del emperador Honorio, numerosos objetos de oro con los que había sido enterrada más de mil años antes en el Mausoleo Honoriano, ubicado en la antigua Basílica de San Pedro en el Vaticano. Un lujoso conjunto de joyas, compuesto por el mundus muliebris (regalos de bodas) incluía un engolpión que su esposo le había regalado, que lleva los nombres de la pareja imperial con la leyenda VIVATIS. 

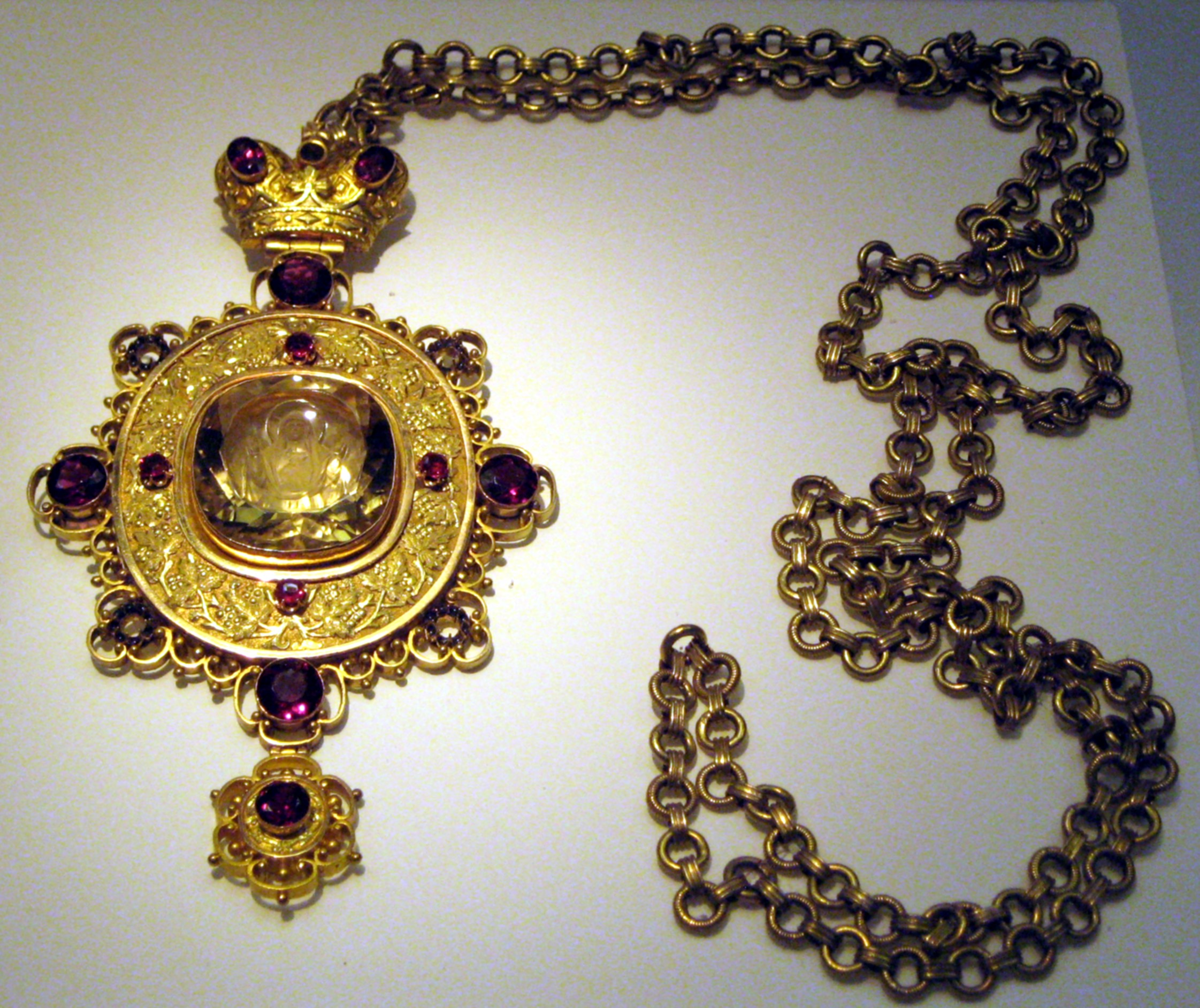
Engolpion (Panagia) que representa el icono Znamenny de la Theotokos.

El famoso tesoro de Monza contiene la theca persica, que incluye un texto del Evangelio de San Juan, enviado por el Papa San Gregorio Magno (590-604) a la reina Teodolinda para su hijo Adalaldo. Otro de los obsequios de este Papa a la reina lombarda fue un encolpion cruciforme que contenía una porción de la Vera Cruz. 
Probablemente el relicario más interesante de esta forma sea una cruz pectoral de oro descubierta en Roma en 1863, en la Basílica de San Lorenzo (fuori le mura). Por un lado lleva la inscripción: EMMANOTHA NOBISCUM DEUS (Emmanuel, Dios con nosotros), y por el otro: CRUX EST VITA MIHI, MORS INIMICE TIBE (Para mí la Cruz es vida; para ti, oh enemigo, es muerte). 
A la categoría de engolpia pertenecen también las ampollas o vasijas de plomo, arcilla u otros materiales en las que se conservaban reliquias tan apreciadas como el aceite de las lámparas que ardían ante el Santo Sepulcro, y las llaves de oro con limaduras de las cadenas de San Pedro, una de las cuales fue enviada por Gregorio Magno al rey franco Childeberto. 